# Erland Montell
Erland Johan Oskar Montell, född den 9 oktober 1878 i Marstrand, död den 14 november 1964 i Strängnäs, var en svensk ämbetsman. Han var far till Erik Montell.
Montell avlade hovrättsexamen 1903. Han var kronofogde i Jämtlands södra fögderi 1910–1917, länsassessor i Jämtlands län 1917–1930 och landssekreterare där 1930–1943. Montell blev riddare av Vasaorden 1923 och av Nordstjärneorden 1935.